# Säbener Berg
Der Säbener Berg, meist einfach Säben genannt (ladinisch Jevun, Jeunn; italienisch Sabiona), ist eine im Eisacktal aufragende Anhöhe oberhalb von Klausen in Südtirol. Er gilt schon seit dem 4. Jahrtausend v. Chr. als besiedelt, da seine abweisende Form der Bevölkerung unter anderem einen Zufluchtsort vor drohenden Gefahren bot. Dies belegen archäologische Funde, die zwischen 1929 und 1982 gemacht wurden. In der Spätantike und im Frühmittelalter war die Siedlung auf der nach Südwesten ausgerichteten Hangterrasse ein bedeutendes christliches Zentrum und Bischofssitz. Heute befinden sich unter anderem die Heilig-Kreuz-Kirche, das Kloster Säben mit der Klosterkirche sowie die Liebfrauenkirche mit der angebauten Marienkapelle auf der Anhöhe; den Aufgang von Klausen her bewacht die Burg Branzoll.

## Name
Der Name Säben ist als locus Sepona in einem Diplom König Arnolfs von Kärnten aus dem Jahr 893 ersturkundlich genannt. 985 ist von Sabienna die Rede, als der Augsburger Bischof Eticho die Lehnsschuld von Völs, Seis und Kastelruth an Bischof Albuin von Säben-Brixen und dessen Vogt Rodani überträgt. Die archäologischen Funde und die Endung -enna lassen auf eine vorrömische Herkunft des Ortsnamens schließen.

## Säben als Siedlungsort

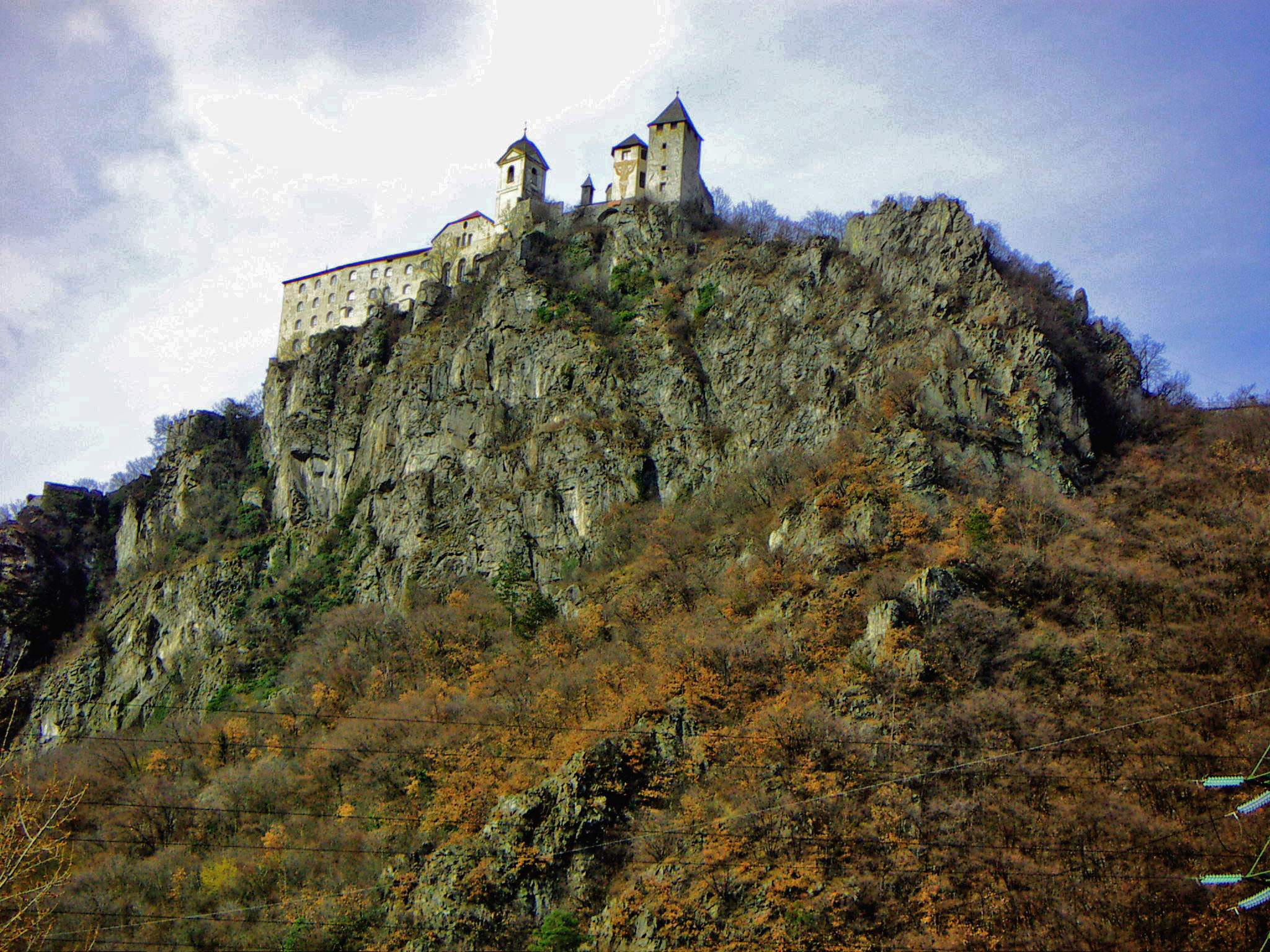
Der Säbener Berg mit dem Kloster Säben

Die Lage und Ausrichtung des Säbener Bergs an der Einmündung des Tinnetals ins Eisacktal ist geomorphologisch günstig. Sowohl zum Tinnebach als auch zum Eisack bricht er weitgehend steil ab. Die Siedlungsterrassen auf der Anhöhe sind allein von Südwesten her gut zugänglich. Nach Nordosten stellt nur ein relativ schmaler, felsiger Grat eine Verbindung zu den anschließenden Mittelgebirgsterrassen her.
Der Säbener Berg war für verschiedene Ackerbaukulturen, die entlang der Flusstäler in die Alpen kamen, ein attraktiver Siedlungsort. Ab dem 5. Jahrhundert v. Chr. gewann der Brennerübergang als Nord-Süd-Verbindung an Bedeutung. Auch der benachbarte Erzabbau am Pfunderer Berg ließ die Bedeutung von Säben steigen.

## Die Siedlungsepochen

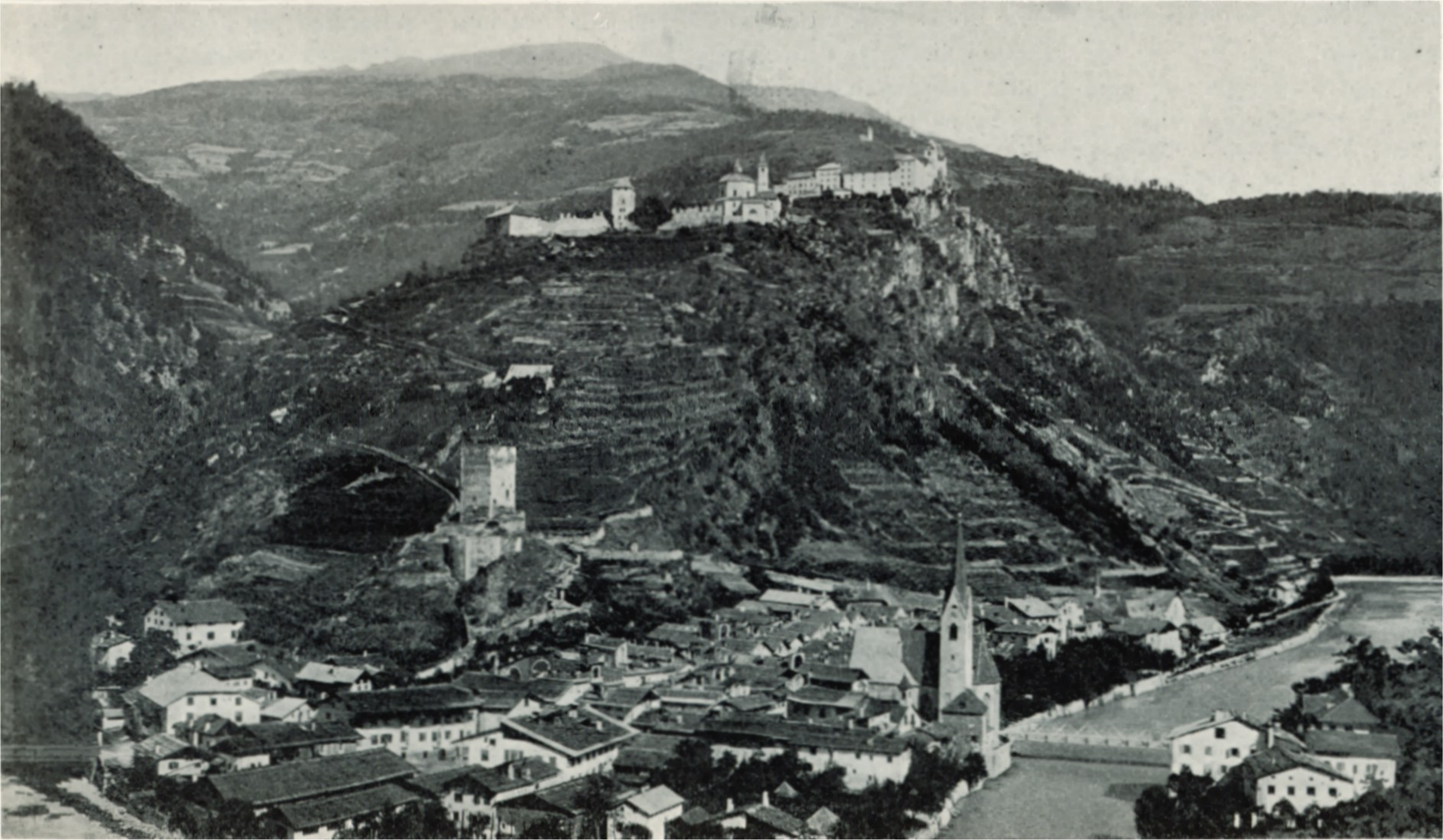
Klausen mit Säbener Berg im Jahr 1898

### Neolithikum (etwa 5500 bis 3300 v. Chr.)
Ein Steinbeilfund erregte im Jahre 1894 in Fachkreisen großes Aufsehen. Es folgten mehrere kleinere Funde (Pfeilspitzen, eine Steinkugel und Spinnwirtel). Der Fund eines kleinen Silexgerätes kann in die Zeit des Neo- bzw. Mesolithikums datiert werden.

### Römerzeit (etwa 15 v. Chr. bis 476 n. Chr.)
- Münzfunde:
Von der Anwesenheit von früher Besiedlung des Säbener Bergs zeugten bereits Münzfunde aus der Mitte des 18. Jahrhunderts. Bei der Renovierung der Kreuzwegkapellen stieß man auf Dutzende altrömischer Münzen. Weitere Münzfunde lassen sich auf die Zeit der Faustina, des Severus Alexander, des Gallienus, Konstantin des Großen und des Constans datieren.

### Spätantike
- Spätantike Siedlung:
Zwischen 400 und 530 wurde im Bereich der heutigen Liebfrauenkirche und im südlich anschließenden Weinberg des Bischofsbauern eine römische Siedlung mit Handwerkerbauten errichtet. Eisengewinnung ist durch Schlacken- und Ofenfunde, Beinschnitzerei durch Halbfabrikate nachgewiesen. Die Siedlung bestand bis ca. 700 n. Chr.[3]
- Frühchristliche Kirche im Weinberg:
1981 brachten Grabungen unterhalb des Klosters eine 27,70 Meter lange und 16,20 Meter breite kreuzförmige Kirche zu Tage. Sie besaß eine Hauptapsis und zwei Nebenabsiden, eine Priesterbank und einen freistehenden Altar. Es handelt sich hier um eine Saalkirche mit Apsis, mindestens einem sakristeiähnlichen Nebenraum, querschiffartigen Flügelannexen und einer Vorhalle. Nach mehreren Umbauphasen sowie einem verheerenden Brand und einem Hangrutsch wurde die Kirche aufgelassen.
Man teilte die Erbauung der Kirche in drei Phasen:
Phase 1: Spätrömische Periode (4. bis 5. Jahrhundert)
Phase 2: 5. bis 6. Jahrhundert
Phase 3: Germanische Zeit (7. Jahrhundert)[1]

- Taufkirche:
Unter der Liebfrauenkirche wurde ein 1,20 Meter breites, polygonales Becken ausgegraben, das mit Sandsteinplatten ausgelegt war und einen strichverzierten Innenputz besaß. Vermutlich gehörte es zu einer frühchristlichen Taufkapelle, von der jedoch keine weiteren Reste erhalten sind. Mit dem Bau der Kirchengruppe unter dem Hl. Kreuz wurde eine Taufkapelle überflüssig.[1]

### Frühmittelalter
- Das Gräberfeld der Romanen:
Säben war zwischen 400 und 700 zentraler Bestattungsplatz der örtlichen Romanen und Germanen. So wurden im Bereich der Kirche und des Kasernenbaues 234 Gräber und weitere 1000 im Bereich der Weinberge lokalisiert. Die Ausgrabung des Institutes für Ur- und Frühgeschichte der Universität Innsbruck von 1976 brachte 59 dicht aneinander angesiedelte und in Ostwestrichtung ausgerichtete Gräber zu Tage. Die Toten wurden in gestreckter Rückenlage teilweise auf Totenbrettern begraben. 21 Gräber enthielten Fundstücke wie beispielsweise Ausstattungsstücke, die die Toten am Körper oder an der Bekleidung trugen. Das Fehlen von Trank- und Speisebeigaben könnte bedeuten, dass die Bestatteten einer christlichen Religionsgemeinschaft angehörten.
Die Gräber von Männern und Frauen unterschieden sich hauptsächlich durch ihre Grabbeigaben. Während bei den Männern überwiegend große Gürtelbestandteile, eiserne Messer sowie ganze Garnituren aus Bronze und Eisen sowie eiserne Armreife gefunden wurden, bekamen die Frauen überwiegend Schmuckstücke beigelegt. Darunter waren Ketten aus bunten Glasperlen, Ohrringe, Gürtelschnallen und Armreife aus Silber oder Bronze. Der Großteil der Bestatteten dürfte romanischer Herkunft sein, wobei einzelne gefundene Schmuckstücke bajuwarischen Ursprungs sind.

- Germanische Gräber:
Ab 600 lassen sich auf Säben auch bajuwarische Gräber ausmachen. Das belegen typische Merkmale wie Beigabe der gesamten Tracht, der gesamten Bewaffnung und einer vielteiligen Gürtelgarnitur. Darüber hinaus wurden in Gräbern der damaligen Oberschicht Schmuckgegenstände gefunden, die eindeutig bayrischer Herkunft waren. Da aus der Zeit ab 700 keine weiteren Gräber mehr gefunden wurden, kann man davon ausgehen, dass ab dieser Zeit bereits genügend Eigenkirchen mit Friedhöfen existierten, so dass Säben als Bestattungsort uninteressant wurde.

- Heilig-Kreuz-Kirche:
Um 600 wurde am oberen Ende des Säbener Berges die Heilig-Kreuz-Kirche mit dazugehöriger Siedlung errichtet, die ausschließlich vom Klerus bewohnt wurde. Die als Doppelkirche konzipierte, nahezu quadratische (etwa 13 × 13 Meter) Heilig-Kreuz-Kirche beherbergte im Atrium des Nordteiles ein gemauertes Grab, das vermutlich das des Bischofs Ingenuin war.[1] Die Südkirche besaß einen im Osten errichteten Vorbau mit Taufbecken sowie eine Vorhalle, eine Treppe und eine im Altarbereich gemauerte Abschrankung. Der Fund eines kästchenförmigen Reliquienbehälters darf als besonders wertvoll angesehen werden. Es war ursprünglich im barocken Hochaltar eingemauert und dürfte aus der Kirche im Weinberg stammen.

### Hoch- und Spätmittelalter
Der Säbener Berg blieb bis ins 10. Jahrhundert Bischofssitz, ehe er in dieser Funktion von der nahen Stadt Brixen abgelöst wurde. Auch danach bestand auf Säben weiterhin eine bischöfliche Wehrburg, die im 14. und 15. Jahrhundert als Sitz des Richters von Klausen und Verwaltungsmittelpunkt der südlichsten Gebiete des Hochstifts Brixen genutzt wurde. 1535 zerstörte ein Großbrand die Burganlage, die anschließend zur Ruine verfiel.

### Neuzeit
1686 wurde ein Frauenkloster „Zum Heiligen Kreuz“ gegründet, das aus den Ruinen der mittelalterlichen Burg erbaut wurde. Das benediktinische Kloster Säben wurde später Mitglied der Beuroner Kongregation. 2021 verließen die letzten Nonnen das Kloster. Seit 2024 übernehmen Mönche der österreichischen Zisterzienserabtei Heiligenkreuz die Pilgerseelsorge auf dem ehemaligen Klostergelände.